# Institut für donauschwäbische Geschichte und Landeskunde
Das Institut für donauschwäbische Geschichte und Landeskunde (IDGL) ist ein Forschungsinstitut des Landes Baden-Württemberg. Es wurde aufgrund des § 96 BVFG im Bundesvertriebenengesetz am 1. Juli 1987 gegründet und hat seinen Sitz in Tübingen. Es gehört jedoch nicht zur Eberhard Karls Universität Tübingen, sondern ist direkt dem baden-württembergischen Innenministerium nachgeordnet.

## Aufgabenstellung und Forschungsschwerpunkt
Die Aufgabe des IdGL ist es, „die Geschichte, Landeskunde und Dialekte der deutschen Siedlungsgebiete in Südosteuropa sowie die zeitgeschichtlichen Fragen von Flucht, Vertreibung und Eingliederung der deutschen Heimatvertriebenen zu erforschen und zu dokumentieren.“ Im Zuge dessen soll es „die Abhaltung entsprechender Lehrveranstaltungen an den Universitäten des Landes fördern, Publikationen herausgeben und wissenschaftliche Tagungen durchführen“. Folglich erforscht das IdGL die Geschichte der Besiedlung Ost- und Südosteuropas durch Deutsche, insbesondere durch Donauschwaben. Dabei werden neben sprach- und literaturwissenschaftlichen Ansätzen auch demographische und ethnische Aspekte verfolgt. Daneben findet auch das Schicksal der Flüchtlinge und Vertriebenen Beachtung, die nach dem Zweiten Weltkrieg in und außerhalb der Bundesrepublik, vor allem in Baden-Württemberg Aufnahme fanden.
Das Institut verfügt über eine eigene Bibliothek mit über 40 000 Medieneinheiten. Des Weiteren existiert ein eigenes Archiv.
Es beinhaltet Schriftgut, Kartensammlungen, Film-, Bild- und Tonmaterial, mit rund 18 000 Einheiten. Neben der eigentlichen Forschung hält das IDGL auch Lehrveranstaltungen ab und gibt Publikationen heraus.
Das IDGL gibt eine eigene Schriftenreihe, die Schriftenreihe des Instituts für Donauschwäbische Geschichte und Landeskunde, heraus und ist Mitherausgeber der „Danubiana Carpathica. Jahrbuch für Geschichte und Kultur in den deutschen Siedlungsgebieten Südosteuropas“. Dieses Jahrbuch erscheint bei De Gruyter Oldenbourg und führt das „Südostdeutsche Archiv“ fort.
Wissenschaftlicher Leiter ist Reinhard Johler. Stellvertretende Leiterin ist die Historikerin Daniela Simon. Weitere wissenschaftliche Mitarbeiter sind der Historiker Mathias Beer, der Politikwissenschaftler Cristian Cercel, die Historikerin Márta Fata, und die Literaturwissenschaftlerin Olivia Spiridon.
Institutsgründer und wissenschaftlicher Leiter war von 1987 bis 1992 Harald Zimmermann. Gründungs-Geschäftsführer war von 1987 bis 1989 der Historiker Immo Eberl. Auf Zimmermann folgte als wissenschaftlicher Leiter Horst Förster (Geograph). Auf Eberl folgten als Geschäftsführer der Literaturhistoriker Horst Fassel (1989–2007) und der Historiker Mathias Beer (2007–2023). Hierauf folgte seit 2024 Daniela Simon. 

## Zentrum für deutsche Geschichte und Kultur in Südosteuropa
Das IDGL ist außerdem Sitz des ‘‘Zentrums für deutsche Geschichte und Kultur in Südosteuropa’’ (kurz: ZDGS). Dieses wurde 2011 gegründet, um die Forschung zu diesem Thema sichtbarer zu machen. An der Gründung waren neben dem IDGL das Ludwig-Uhland-Institut für Empirische Kulturwissenschaft (LUI) und das Institut für Osteuropäische Geschichte und Landeskunde beteiligt.
Bei der Arbeit stehen kulturelle Diversität, Komplexität und Verflechtungen im Vordergrund, weswegen auch thematisch die angrenzende Forschung berücksichtigt wird, beispielsweise allgemeinere Migrationsforschung oder Forschung zur Geschichte Südosteuropas.
Sprecher des ZDGS ist ebenfalls der Historiker Mathias Beer.